# Ghiacciaio Lerchenfeld
Il ghiacciaio Lerchenfeld è un ghiacciaio situato sulla costa di Luitpold, nella Terra di Coats, in Antartide. Partendo dell'entroterra, il ghiacciaio fluisce verso ovest-nord-ovest scorrendo tra il nunatak Bertrab, a ovest, e i nunatak Littlewood, a est, fino a entrare nella baia di Vahsel dopo aver congiunto il proprio flusso a quello del ghiacciaio Schweitzer.

## Storia
Il ghiacciaio Lerchenfeld è stato scoperto da Wilhelm Filchner durante la spedizione antartica tedesca del 1911-12 ed è stato così battezzato in onore del conte Hugo von und zu Lerchenfeld-Köfering, uno dei finanziatori della spedizione.